# 하워드 E. 롤린스 주니어
하워드 E. 롤린스 주니어(Howard Rollins, 1950년 10월 17일 ~ 1996년 12월 8일)는 미국의 배우이다.
볼티모어에서 태어났으며 뉴욕에서 사망하였다. 사인은 림프종이다.

## 출연 작품
- 드렁크 (1995년)
- 디어 아메리카 (1987년)
- 하우스 오브 굿 (1984년)
- 솔저 스토리 (1984년)
- 래그타임 (1981년)
- 마틴 루터 킹 (1978년)

### 텔레비전
- In the Heat of the Night (1988-94)
- 뿌리 - 그 다음 세대 (1979년)